# Ponte da Barca
Ponte da Barca is een gemeente in het Portugese district Viana do Castelo.
De gemeente heeft een totale oppervlakte van 182 km² en telde 12.909 inwoners in 2001.

## Plaatsen in de gemeente
- Azias
- Boivães
- Bravães
- Britelo
- Crasto
- Cuide de Vila Verde
- Entre Ambos-os-Rios
- Ermida
- Germil
- Grovelas
- Lavradas
- Lindoso
- Nogueira
- Oleiros
- Paço Vedro de Magalhães
- Ponte da Barca
- Ruivos
- Salvador de Touvedo
- Sampriz
- Santiago de Vila Chã
- São João Baptista de Vila Chã
- São Lourenço de Touvedo
- São Pedro de Vade
- São Tomé de Vade
- Vila Nova da Muía

Arcos de Valdevez · Caminha · Melgaço · Monção · Paredes de Coura · Ponte da Barca · Ponte de Lima · Valença · Viana do Castelo · Vila Nova de Cerveira

Portugal: Districten